# Poecilopachys
Poecilopachys là một chi nhện trong họ Araneidae.

## Hình ảnh

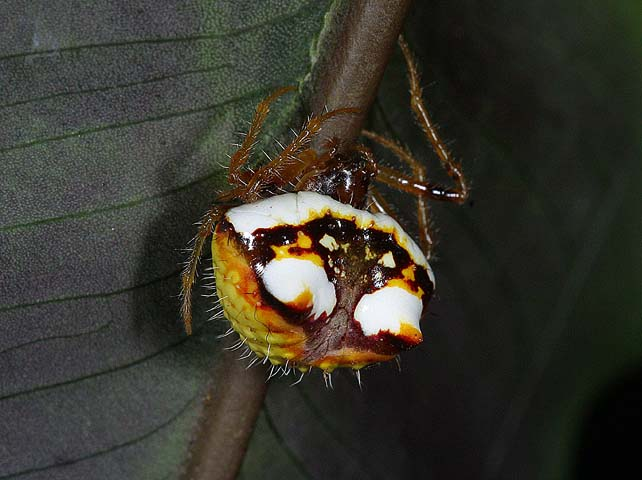